# Antanas Sutkus
Antanas Sutkus, född 27 juni 1939 i Kluoniškiai väster om Kaunas, är en litauisk fotograf och mottagare av det Litauiska nationalpriset (litauiska: Nacionalinė kultūros ir meno premija).
Han var bland de första som fotograferade Jean-Paul Sartre, 1965.